# Martha Roslerová
Martha Roslerová (nepřechýleně Martha Rosler; * 29. července 1943 Brooklyn, New York) je americká umělkyně, která pracuje v oblasti ‎‎videoartu‎‎, ‎‎fotografie‎‎ a ‎‎fotomontáže‎‎, ‎‎performance‎‎ a ‎‎instalace‎‎.‎ Věnuje se také pedagogické práci a píše texty o umění a kultuře. Je jednou ze zakladatelek feministického umění, zabývá se tématy moci, militarismu, feminismu, sociální nerovnosti. Vyjadřuje se k široké škále politických a společenských oblastí a své názory prezentuje ve své umělecké tvorbě. Její dílo otevřeně revoltuje proti společenským a genderovým stereotypům a odhaluje mechanismy západní konzumní společnosti. Vydala také několik knih fotografií, textů a komentářů k veřejnému prostoru, od letišť a silnic až po bydlení a gentrifikaci.  

## Životopis
Vyrůstala v nábožensky založené židovské rodině v Brooklynu. Začala malovat už v základní škole, později získala stipendium na umělecké kurzy od Brooklynského muzea. Kromě hodin kreslení začala fotografovat. Vystudovala ‎‎Střední školu Erasmus Hall High School‎‎ v Brooklynu, v roce 1965 získala bakalářský titul na Brooklyn College v New Yorku a v roce 1974 titul magistry umění na ‎‎Kalifornské univerzitě v San Diegu‎‎. Přestože ji umění přitahovalo, nedovedla si představit, že by se jím mohla živit a být profesionální umělkyní. Po absolvování vysoké školy se přestěhovala do San Francisca, kde získala místo redaktorky ve vydavatelství a začala psát recenze pro umělecké časopisy. Umění se věnovala ve volném čase, s přáteli vedla diskuse o umění. Práce redaktorky podporovala její feministické názory, které sdílela už před odchodem na univerzitu. Zapojila se do hnutí za rovnoprávnost žen a protiválečné agitace. Od počátku kariéry se v její tvorbě odrážel zájem o různé sociální problémy a občanská práva.
V roce 1980 se vrátila do New Yorku. Vyučovala fotografii a média, stejně jako historii fotografií a videa a kritické studie na ‎‎Rutgers University‎‎ v New Brunswicku v New Jersey, kde byla třicet let profesorkou. Vyučovala také na ‎‎Städelschule ve Frankfurtu‎‎ nad ‎‎Mohanem v Německu‎‎ a působila jako hostující profesorka na kampusech Kalifornské univerzity v San Diegu a Irvine a jinde. Absolvovala rezidenční pobyty v Umbertide v Itálii (2009) a Berlíně (2011) v rámci programu DAAD.
Žije a pracuje v Brooklynu v New Yorku. V roce 1967 se jí narodil syn Josh Neufeld, který je výtvarníkem, ilustrátorem a autorem komiksů. S matkou spolupracoval na řadě projektů.
Roslerová je členkou Asociace nezávislého filmu a videa a Společnosti pro fotografii. Působila jako poradce v různých uměleckých a vzdělávacích institucích v New Yorku.‎
Získala Mezinárodní cenu Spectrum za fotografii za rok 2005, Cenu Oskara Kokoschky (nejvyšší rakouskou cenu výtvarného umění) v roce 2006 a cenu Anonymous Was A Woman v roce 2007. V roce 2010 obdržela cenu Guggenheimova muzea v New Yorku za celoživotní přínos. V roce 2012 jí byl udělen doktorát honoris causa na Nova Scotia College of Art and Design v Halifaxu.

### Výstavy
Roslerová se poprvé představila v umělecké galerii na Kalifornské univerzitě v San Diegu v roce 1973, kde v instalaci Monumental Garage Sale komentovala spotřebu a domácí život v Kalifornii. Měla samostatné výstavy v různých institucích USA i dalších zemí, včetně Seattle Museum of Art, Seattle (2016); Muzeum moderního umění, New York (2012); Centro José Guerrero, Granada, Španělsko (2009–10); Centre Pompidou, Paříž (2000); Muzeum moderního umění, Oxford (1990); a Dia Art Foundation, New York (1989). Její práce byly také zařazeny do významných skupinových výstav, jako je ‎‎Whitney Biennial‎‎ (1979, 1983, 1987 a 1990), ‎‎Documenta 7‎‎ a ‎‎12‎‎ (1982 a 2007), bienále v Havaně (1986), Benátkách (2003), ‎‎Liverpoolu (2004), ‎‎Taipei (2004) a ‎‎Skulptur Projekte‎‎ (2007). U příležitosti 75. narozenin Marthy Roslerové se v roce 2018 konala výstava Irrespective v Žídovském muzeu v New Yorku představující její pět desetiletí trvající tvorbu, zahrnující instalace, fotografické série, sochy a videa.
Putovní samostatné výstavy:
- 1972–2012 Garage Sale, SanDiego, San Francisco, New York, Stockholm, Hannover, Dublin, Londýn, Basilej
- 1981–1982 Watchwords of the Eighties (performance), Ohio, Alberta, Toronto, New York, Kassel
- 1998–2000 Martha Rosler: Position in the Life World (retrospektiva), Birmingham, Villeurbanne, Vídeň, Barcelona, New York
- 2005–2009 Martha Rosler Library, New York, Frankfurt, Antverpy, Berlín, Paříž, Liverpool. Edinburgh, Amherst
- 2009–2010 If you lived here still: An archive exhibition, New York, Utrecht, Barcelona

V České republice bylo fotografické dílo Marthy Roeslerové poprvé představeno v roce 2008 na výstavě Vášnivé signály v galerii Langhans v Praze.
Její díla jsou ve stálých sbírkách mnoha muzeí, včetně Metropolitního muzea umění, Muzea amerického umění Whitneyové a Guggenheimova muzea v New Yorku; Institutu umění v Chicagu; Sanfranciského muzea moderního umění a Long Beach Museum of Art v Kalifornii; Muzea současného umění, Houston; Městského muzea Stedelijk v Amsterdamu; Muzea Moderny ve Stockholmu; Tate Gallery v Londýně; Museu d'Art Contemporani de Barcelona v Barceloně; Muzea královny Sofíe v Madridu; a Australské národní galerie v Canbeře.

## Tvorba
Začínala jako malířka, její první práce byly ve stylu abstraktního expresionismu. Až do počátku 70. let 20. století malovala velká abstraktní plána.
V roce 1964, během studia na Brooklyn College, Roslerová začala pořizovat fotografie dokumentující ulice jejího rodného Brooklynu. Během studií v San Diegu se její zájem o video, film a fotografování prohloubil, protože jejich prostřednictvím se mohla více angažovat v sociální sféře a projevovat své názory na současnou společnost. Ve svých performancích, videích, textových dílech, fotografiích a instalacích konfrontuje své diváky s politickými tématy a rolemi médií, analyzuje každodenní, domácí a městský život z feministického pohledu, který zcela nepostrádá humor. Roslerová byla součástí první generace umělců, která v 70. letech 20. století používala video pro umělecké účely. Často vytváří fotografie v rozsáhlých sériích, které s postupem času zaznamenávají posuny v kultuře, kterou zkoumá.
Na protest proti válce ve Vietnamu začala vytvářet politické fotomontáže a jejich fotokopie rozdávala na protiválečných demonstracích. Roslerová po mnoho let produkovala díla o válce a otázkách národní bezpečnosti, propojovala život doma s vedením války v zahraničí, v čemž hrála klíčovou roli její série fotomontáží. Jedním z jejích nejslavnějších děl je série fotomontáží s názvem Krásné bydlení: Válka až do domu (Bringing the War Home) z let 1967–1972, která umisťuje válečné scény do luxusních amerických domácích interiérů. V roce 2004 vytvořila pokračování tohoto cyklu s podtitulem Válka až do domu: Nová série, ve které konfrontovala bezstarostnou konzumní západní společnost s válkami v Afghánistánu a Iráku. Zkoumá roli masmédií ve válečných dobách. Na ni navázala v roce 2008 další sérií jasně barevných digitálně tištěných obrázků, kterými chtěla vyjádřit přesvědčení, že i přes proměny času společnost přistupuje k válkám stále stejným způsobem. Roslerová kritizovala nátlakové a nečestné účinky vztahu mezi médii, politikou a soukromou sférou v dílech jako Domination and the Everyday (1978), If It's Too Bad to Be True, It Could Be DISINFORMATION (1985) a dalších.
V umělecké praxi 70. let se pak zaměřila především na odhalení reklamních stereotypů, ve kterých ženy hrály ponižující roli. K jejím nejznámějším dílům patří cyklus 32 fotomontáží Krása nezná žádnou bolest, aneb tělo krásné (Body Beautiful, or Beauty Knows No Pain), který vznikl v letech 1966–1972. V roce 1975 natočila krátké video Semiotics of the Kitchen, parodii na televizní kuchařskou show. Martha Reslerová v roli moderátorky stojí v kuchyni, obklopená lednicí, stolem a sporákem, prochází abecedou od A do Z a přiřazuje písmeno k různým nástrojům, které se v tomto domácím prostoru nacházejí. Útočí na tradiční domácí roli žen tím, že přeměňuje kuchyňské nástroje na násilné zbraně. Tato práce je důležitým a zásadním příkladem raného feministického umění a vizuálně potvrzuje důležitost Roslerové v tomto hnutí. Později získala pozornost svým dílem Martha Rosler Reads Vogue (1982), ve kterém zesměšňovala časopis Vogue a její inzerenty za přílišné zdůrazňování důležitosti ženského vzhledu. Odhalovala mediální nátlak, kterému jsou ženy vystaveny, aby se cítily přijatelné v rámci všeobecných měřítek: příkladem jsou videa Vital Statistics of a Citizen, Simply Obtained (1977), Losing: A Conversation With The Parents (1977) nebo Born to be Sold (1988).
Po návratu do New Yorku na počátku 80. let se její zájem zaměřil na průzkum městského života, bydlení a problematiku bezdomovectví. V roce 1989 Roslerová zorganizovala v průběhu několika měsíců projekt If You Lived Here. . . , kterým reagovala na politické a ekonomické  problémy městského bydlení, gentrifikace a bezdomovectví ve vztahu k politickému, finančnímu a uměleckému systému v  New Yorku. Aktivně se do něj zapojilo více než 50 umělců, aktivistů, obhájců, volených zástupců, akademiků a členů místní komunity. Produkovala související animaci s názvem Housing Is a Human Right (1989), která byla promítána na Times Square. Spojila konceptuální umění se zájmy politického dokumentu. Na toto téma vydala i dvě knihy. V této souvislosti se začala více věnovat fotografické a dokumentační tvorbě. Zachycovala nejen místa pro bydlení, ale i veřejné prostory, hlavně městské ulice a dopravu, která jsou nezbytné pro komunikaci a pro život obecně. Foto–textová instalace Bowery ve dvou nesourodých popisných systémech (The Bowery in Two Indequate Descriptive Systems, 1974–1975) složená ze 24 panelů zachycuje proměnu luxusní newyorské čtvrti plné butiků a drahých restaurací ve čtvrť bezdomovců, alkoholiků a životních ztroskotanců. Dílo spojuje černobílé fotografie opuštěných výloh a fasád budov s metaforami o opilosti komponovanými na stroji psaných stránkách.

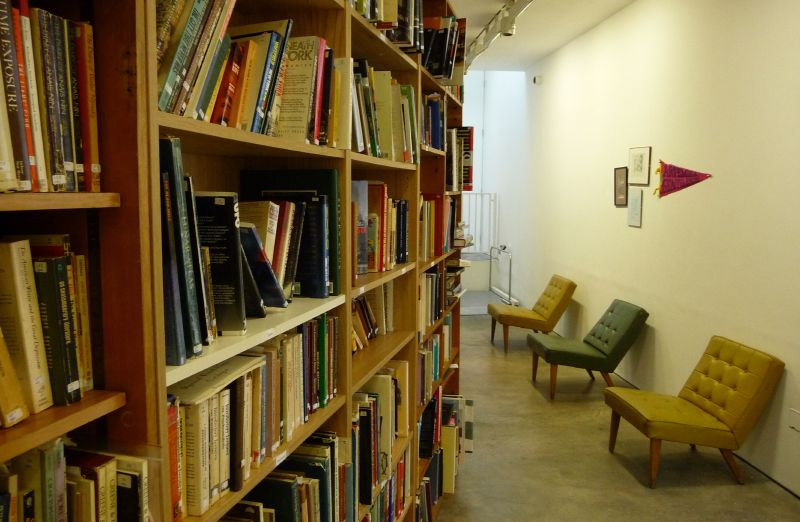
Instalace Martha Rosler Library (Muzeum Edinburgh, 2008)

Instalace Martha Rosler Library sestávající z více než 7 500 knih z její osobní sbírky cestovala v letech 2005 až 2009 po New Yorku, Frankfurtu, Berlíně, Antverpách a Paříži. Návštěvníci si mohli knihy z různých oblastí především literatury faktu vzít do ruky, prohlédnout a na místě v nich číst. Knihovna byla především čítárna, nikoli půjčovna; pro vytváření černobílých a barevných kopií byla k dispozici kopírka. Zveřejňováním těchto materiálů Roslerová chtěla zrušit hranici mezi veřejným a soukromým, domácím a politickým, analytickým a aktivistickým. Záměrem bylo upozornit mladší generaci na krásu knih a množství informací a argumentů důležitých pro náš život. Podobný účel měla další instalace Off the Shelf: War and Empir (2008–2018) je série digitálních obrázků zobrazující malé části knihovny Marthy Roslerové, která vznikla během vrcholící druhé irácké války. Jsou na ní hřbety různých knih literatury faktu od politické historie a teorie až po současné inkarnace imperiální moci a zničující důsledky války proti terorismu. Za hřbety však není žádná kniha, jsou to návrhy pro čtenáře, pokud se chtějí dozvědět více o umění, aktivismu, vzdělání, městském prostoru nebo historii válek či revolucí.
Je také známá svým psaním a přednáškami, s nimiž cestovala po celém světě. Publikovala také přes patnáct knih svých děl a učebnic zkoumajících roli fotografie a umění, veřejného prostoru, dopravy, ale i veřejného bydlení a bezdomovectví. Její esej z roku 1981 o dokumentární fotografii In, around, and Afterthoughts byla publikována a přeložena do mnoha jazyků. Řada článků byla publikována v časopisech jako Artforum, Afterimage, Texte zur Kunst a dalších.